# Lucía Hiriart de Pinochet
Pour les articles homonymes, voir Hiriart.
Lucía Hiriart de Pinochet, née María Lucía Hiriart Rodríguez le 10 décembre 1923 et morte le 16 décembre 2021 à Santiago, est, en tant qu'épouse du dictateur chilien Augusto Pinochet, Première dame du Chili de 1973 à 1990.

## Biographie

### Famille et mariage

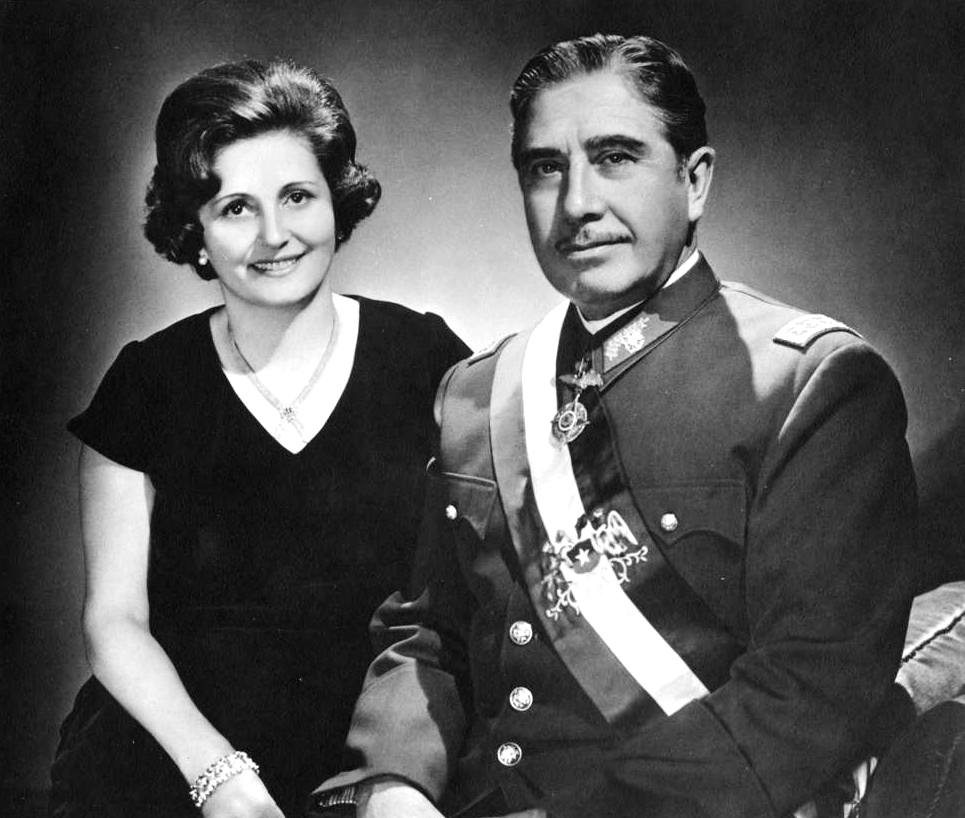
Lucía Hiriart et son mari Augusto Pinochet.

Issue de la bourgeoisie, Lucía Hiriart Rodríguez est la fille d'Osvaldo Hiriart Corvalan, un dirigeant du Parti radical et ancien ministre de l'Intérieur, et la descendante d'immigrés basques français (famille Hiriart de Nilo). 
Elle épouse à l'âge de 21 ans, le 30 janvier 1943, Augusto Pinochet Ugarte, âgé d'une dizaine d'années de plus qu'elle. Ses parents désapprouvent ce mariage, estimant que Pinochet n'était pas à la hauteur. Ils ont trois filles et deux garçons.

### Pendant la dictature
Dans ses mémoires, Pinochet écrit qu'elle l'a incité à orchestrer le coup d'État de 1973 contre le président Salvador Allende.
Lucía Hiriart de Pinochet est la femme la plus puissante du régime, influençant les décisions de son époux. La journaliste Alejandra Matus, auteure de la biographie Doña Lucia, écrit : « Pour moi, Pinochet ne peut être compris sans sa femme. Nous n'avions pas un dictateur, mais un couple dictatorial ».
Elle préside la Fondation CEMA Chile, financée par l’État, qui avait pour fonction d'asseoir le soutien populaire du régime Pinochet, avec des centres dans les villes où les femmes se rendaient pour tricoter, broder ou boire du thé. Elle adresse des déclarations violentes aux opposants, expliquant que « si j’étais cheffe du gouvernement, je serais beaucoup plus dure que mon mari ». 

### Corruption
Après la fin de la dictature, elle est accusée, tout comme son époux, de malversations. Le couple détenait plusieurs millions de dollars sur des comptes secrets à l'étranger. 
Il est notamment reproché à Lucía Hiriart d'avoir revendu à son bénéfice personnel une centaine de bâtiments et terrains qui avaient été donnés par le régime à la fondation qu'elle dirigeait.
Elle meurt le 17 décembre 2021 sans jamais avoir été jugée.